# Dianthus leptopetalus
Dianthus leptopetalus är en nejlikväxtart som beskrevs av Carl Ludwig von Willdenow. Dianthus leptopetalus ingår i släktet nejlikor, och familjen nejlikväxter. Inga underarter finns listade i Catalogue of Life.